# Puccinia cicutae
Puccinia cicutae är en svampart som beskrevs av Lasch 1845. Puccinia cicutae ingår i släktet Puccinia och familjen Pucciniaceae.   Inga underarter finns listade i Catalogue of Life.